# Tecciztecatl

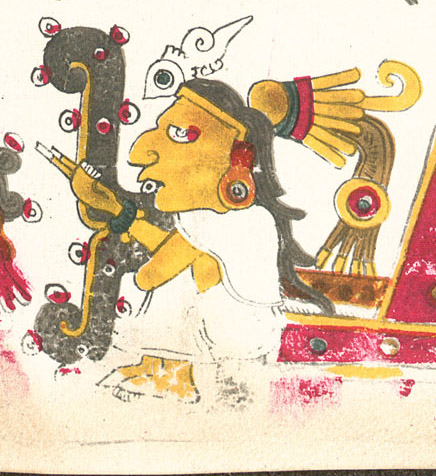
Voorstelling van Tecciztecatl in de Codex Borgia

Tecciztecatl ("oude maangod") Tecuciztecal of Tecuciztecatl was in de Azteekse mythologie de maangod en stelde het oude mannetje in de maan voor. 
Om de mensheid te redden moet een van de goden zichzelf opofferen om zo de laatste zon te worden. Twee goden werden aangewezen Nanauatzin en Tecciztecatl. De goden maken een groot vuur dat 4 dagen brandt. Als Tecciztecatl in het vuur probeert te springen wordt hij bang, en faalt vervolgens vier keer omdat de hitte te heftig is. Daarna vragen de goden of Nanauatzin het wil proberen. Deze sluit z'n ogen en springt in het vuur. Als Tecciztecatl dit ziet, en zich aangetast voelt in z'n eer, springt hij hem achterna. In eerste instantie gebeurt er niets, maar uiteindelijk verschijnen er twee zonnen aan de hemel. De goden zijn woest omdat Tecciztecatl erachteraan gesprongen is. Een van hen grijpt een konijn en gooit dat in het gezicht van Tecciztecatl waardoor zijn vuur dooft en er een afdruk van een konijn in zijn gezicht achterblijft. En zo werd hij de maan en draagt de maan nog steeds het teken van een konijn.
Op sommige afbeeldingen draagt hij een grote witte zeeschelp op zijn rug, en stelt zo de maan voor. Op andere afbeeldingen heeft hij vlindervleugels. Hij was de zoon van Tlaloc en Chalchiuhtlicue.